# Emil von Scotti
Paul Emil Maria Titus Scotti, seit 1913 von Scotti (* 11. August 1848 in Neustadt (Oberschlesien); † 7. März 1929) war ein preußischer Generalleutnant.

## Leben

### Familie
Emil war der Sohn von Paul Emil Scotti (1805–1868) und dessen Ehefrau Emma, geborene Delius (1812–1867). Sein Vater war preußischer Land- und Stadtgerichtsdirektors sowie Kreisjustitzrat in Neustadt.

### Militärkarriere
Scotti erhielt seine Erziehung im elterlichen Hause und auf dem Gymnasium in Neisse. Am 31. März 1868 trat er als Avantageur in das 4. Oberschlesische Infanterie-Regiment Nr. 63 der Preußischen Armee ein. Bis Mitte Oktober 1869 avancierte er zum Sekondeleutnant und nahm 1870/71 während des Krieges gegen Frankreich an den Gefechten bei Chevilly und L’Haÿ sowie der Einschließung und Belagerung von Paris teil. Nach dem Krieg fungierte Scotti zunächst als Bataillons- und von November 1873 bis Ende März 1878 als Regimentsadjutant. Mit einem Patent vom 20. September 1876 wurde er anschließend zum Premierleutnant befördert, in das 8. Brandenburgische Infanterie-Regiment Nr. 64 versetzt und als Adjutant zur 59. Infanterie-Brigade nach Mainz kommandiert. 1880 nahm Scotti an der Generalstabsreise im Bereich des XV. Armee-Korps teil. Unter Stellung à la suite erfolgte Mitte Dezember 1882 seine Versetzung in das Pommersche Füsilier-Regiment Nr. 34 und Mitte Januar 1883 stieg er zum überzähligen Hauptmann auf. Als solcher war Scotti von Dezember 1883 bis April 1890 Chef der 9. Kompanie im Leib-Füsilier-Bataillon des 4. Großherzoglich Hessischen Infanterie-Regiments („Prinz Carl“) Nr. 118 in Offenbach am Main. Anschließend wurde er als Adjutant der 7. Division nach Magdeburg kommandiert und mit der Beförderung zum Major Ende März 1891 unter Belassung in seinem Kommando in das Infanterie-Regiment Nr. 128 versetzt. Daran schloss sich von Ende März 1893 für vier Jahre eine Verwendung als Kommandeur des III. Bataillons im Infanterie-Regiment Nr. 129 an, bevor Scotti unter Beförderung zum Oberstleutnant in den Stab des 8. Ostpreußischen Infanterie-Regiments Nr. 45 aufrückte. Am 16. Dezember 1899 beauftragte man ihn dann mit der Führung des Infanterie-Regiments „von Stülpnagel“ (5. Brandenburgisches) Nr. 48. Am 27. Januar 1900 avancierte er zum Oberst und Regimentskommandeur. Scotti wurde am 23. März 1903 zunächst mit der Führung der 24. Infanterie-Brigade in Neisse beauftragt und am 18. April 1903 unter Beförderung zum Generalmajor zum Kommandeur dieser Brigade ernannt. Am 3. Oktober 1906 mit der Führung der 37. Division in Allenstein beauftragt, erhielt Scotti unter Beförderung zum Generalleutnant seine Ernennung zum Kommandeur des Großverbandes. In Genehmigung seines Abschiedsgesuches wurde er am 27. April 1908 mit der gesetzlichen Pension zur Disposition gestellt und ihm kurz darauf in Würdigung seiner Verdienste der Stern zum Roten Adlerorden II. Klasse mit Eichenlaub verliehen.
Nach seiner Verabschiedung erhob Kaiser Wilhelm II. ihn am 16. Juni 1913 in den erblichen preußischen Adelsstand.

### Familie
Scotti hatte sich am 1. Oktober 1878 in Lipine mit Maria Scherbening (* 1859) verheiratet. Aus der Ehe gingen folgende Kinder hervor:
- Eberhard Hermann Friedrich (1880–1886)
- Hans Hermann (1883–1966), preußischer Bergrat ⚭ 25. September 1912 Adeline Junkermann (1889–1980)
- Friedrich (1889–1969), deutscher Generalleutnant
- Walter Herbert (1890–1945), preußischer Rittmeister
- Hellmuth Hans Georg (1897–1979), deutscher Oberst